# AEC Regent III

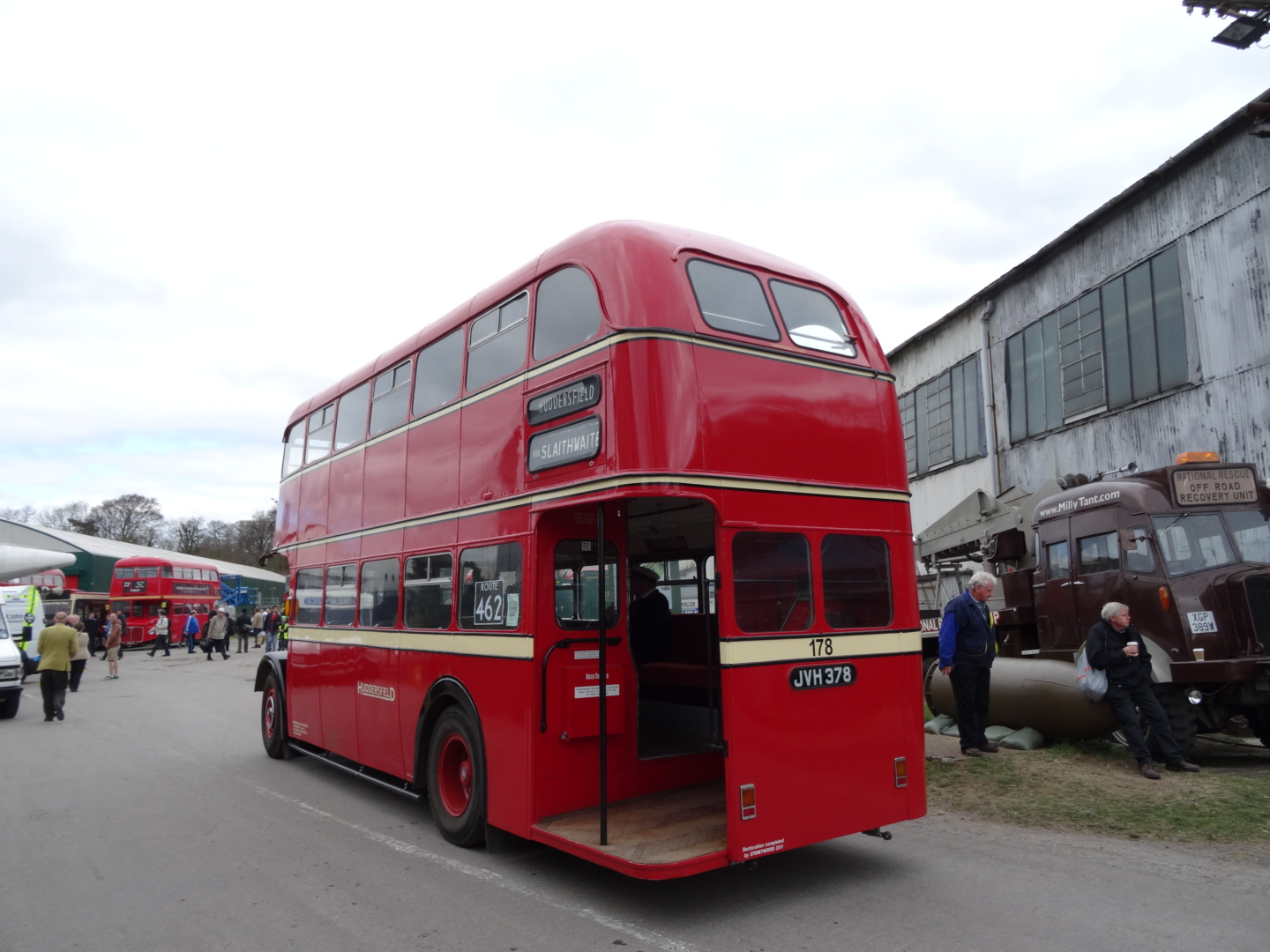
Vue de l'unique accès par l'arrière

 (mai 2020).
Si vous disposez d'ouvrages ou d'articles de référence ou si vous connaissez des sites web de qualité traitant du thème abordé ici, merci de compléter l'article en donnant les références utiles à sa vérifiabilité et en les liant à la section « Notes et références ».
L'AEC Regent III aussi appelé Regent 3 ou Mark III est un châssis de bus à impériale développé par le constructeur AEC. Il n'a pas été conçu pour une utilisation dans la ville de Londres mais pour d'autres utilisations dans des pays étrangers. Il a été fabriqué de 1947 à 1956. Ces bus ont été équipés à l'origine d'un moteur de 7,7 litres de cylindrée, très vite remplacé par un moteur plus standard AEC de 9,6 litres avec une transmission à présélection Wilson. À partir de 1950, en option, on pouvait obtenir une transmission synchronisée et un circuit de freins pneumatique.
Le modèle a été carrossé par plusieurs carrossiers industriels comme Park Royal, Metro Cammel Weyman ou Charles H. Roe.
Le Regent III a été remplacé par le Regent V en 1954. Le Regent IV n'a été qu'un prototype à exemplaire unique qui n'a jamais été fabriqué. Le dernier exemplaire de Regent III fabriqué a été livré à Reading Corporation en 1956.
Les 20 premiers modèles disposaient du châssis AEC type 9612E puis du  9613E qui proposait 53 places assises dont 27 à l'étage plus 5 passagers debout uniquement au niveau bas.

## L'AEC Regent III à Londres
La compagnie London Transport Executive (LTE) qui assure les transports en commun du Grand Londres, a acquis 76 exemplaires du Regent III carrossés par Weymann, immatriculés sous la référence Classe RLH. Ces véhicules sont restés en service de 1950 à 1971.
Les 20 premiers exemplaires RLH ont été fabriqués en 1949. Ils étaient pratiquement identiques aux Regent III de Midland General qui avait passé la première commande du modèle. En 1952, un lot de 56 autobus a été commandé, qui a présenté quelques différences. La flotte comprenait des autobus urbains desservant la zone centrale de la capitale britannique (Central Area) de couleur rouge et ceux de la London transport, desservant la banlieue (Country Area) de couleur verte. Il était plutôt fréquent de voir des autobus accidentés en raison de leur grande hauteur (4,14 mètres) au passage sous les ponts cintrés.
Une fois radiés des réseaux londoniens, certains autobus RLH furent vendus dans quelques pays européens et aux Etats-Unis où ils ont été homologués grâce à leur hauteur de 4,14 mètres, soit presque 30 cm de moins que la hauteur normalisée des autobus à deux étages.

## L'AEC Regent III RT
L'AEC Regent III RT est une version spécifique du Regent III, conçue avec la participation de la compagnie "London Transport", pour son utilisation directe.

### Le prototype RT.1
Le prototype - London Transport RT.1 - a été fabriqué en 1938. Il était équipé d'un moteur AEC de 8,8 litres de cylindrée, en attendant que le moteur de AEC AV960 de 9,6 litres soit disponible. Avec le démarrage de la Seconde Guerre mondiale il a fallu trouver un compresseur de construction britannique pour remplacer le modèle Bosch utilisé. Un prototype a été testé avec la carrosserie d'un ancien modèle d'autobus, un Leyland Titan, immatriculé TD.111, de 1931.
L'autobus à impériale RT.1 a été mis en service en juillet 1938 sous la référence "ST.1140" alors qu'il n'avait aucun point commun avec le modèle ST standard, jusqu'en décembre 1938. Une nouvelle carrosserie a été réalisée dans les ateliers de London Transport à Chiswick.
Cette carrosserie comportait quatre compartiments qui rappelaient un modèle de la carrosserie Roe présenté au "Commercial Motor Show" de 1937. L'ensemble donnait une impression de modernité. La nouvelle carrosserie a remplacé la précédente sur le châssis du prototype RT.1 et l'autobus a été remis en service pour être à nouveau testé en 1939.

### La production d'avant guerre
Peu avant la guerre, la compagnie London Transport a passé une commande de 338 châssis, quasi immédiatement ramenée à 150. Ces unités étaient en cours de fabrication lorsque la guerre a été déclarée. Le dernier exemplaire RT.151 sera livré à "London Transport" uniquement en janvier 1942. Un seul autre exemplaire RT a été fabriqué durant la guerre, destiné à la ville de Glasgow.

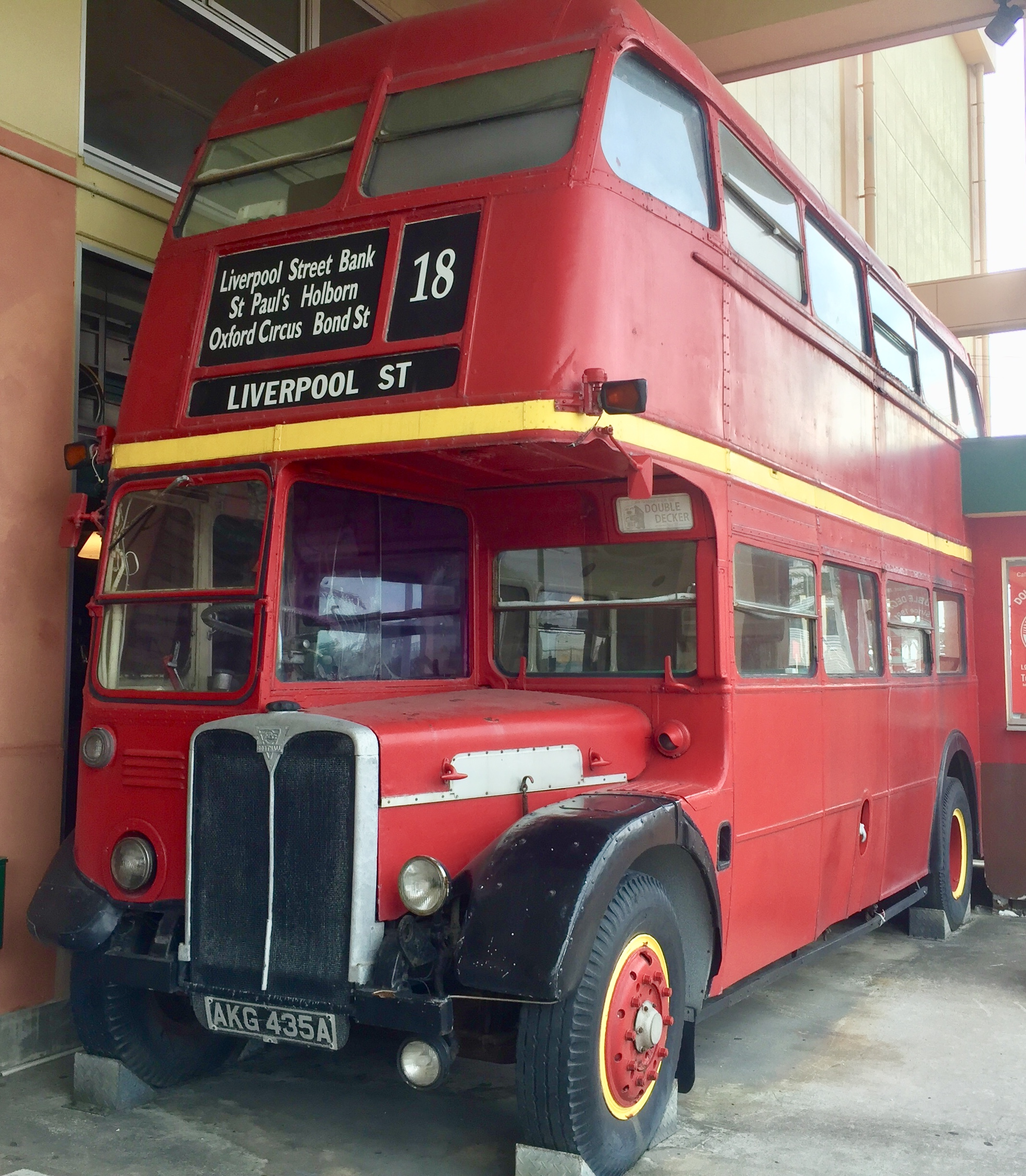
AEC Regent III RT

### La production après guerre
La production du modèle recommença en fin d'année 1946. Ces véhicules ont été fabriqués comme une version modifiée par rapport aux modèles d'avant guerre. Le principales différences étaient : 
- 1 - La plaque d'identification de la ligne était séparée en plusieurs modules au dessus de la cabine de conduite, 
- 2 - La carrosserie était réalisée par des carrossiers indépendants et pas uniquement par les ateliers de London Transport, 
- 3 - La partie sous les vitrages avant sur la porte du conducteur et du parebrise est horizontale et non plus inclinée, 
- 4 - Le nombre de prises d'air de ventilation est passé de six à quatre.

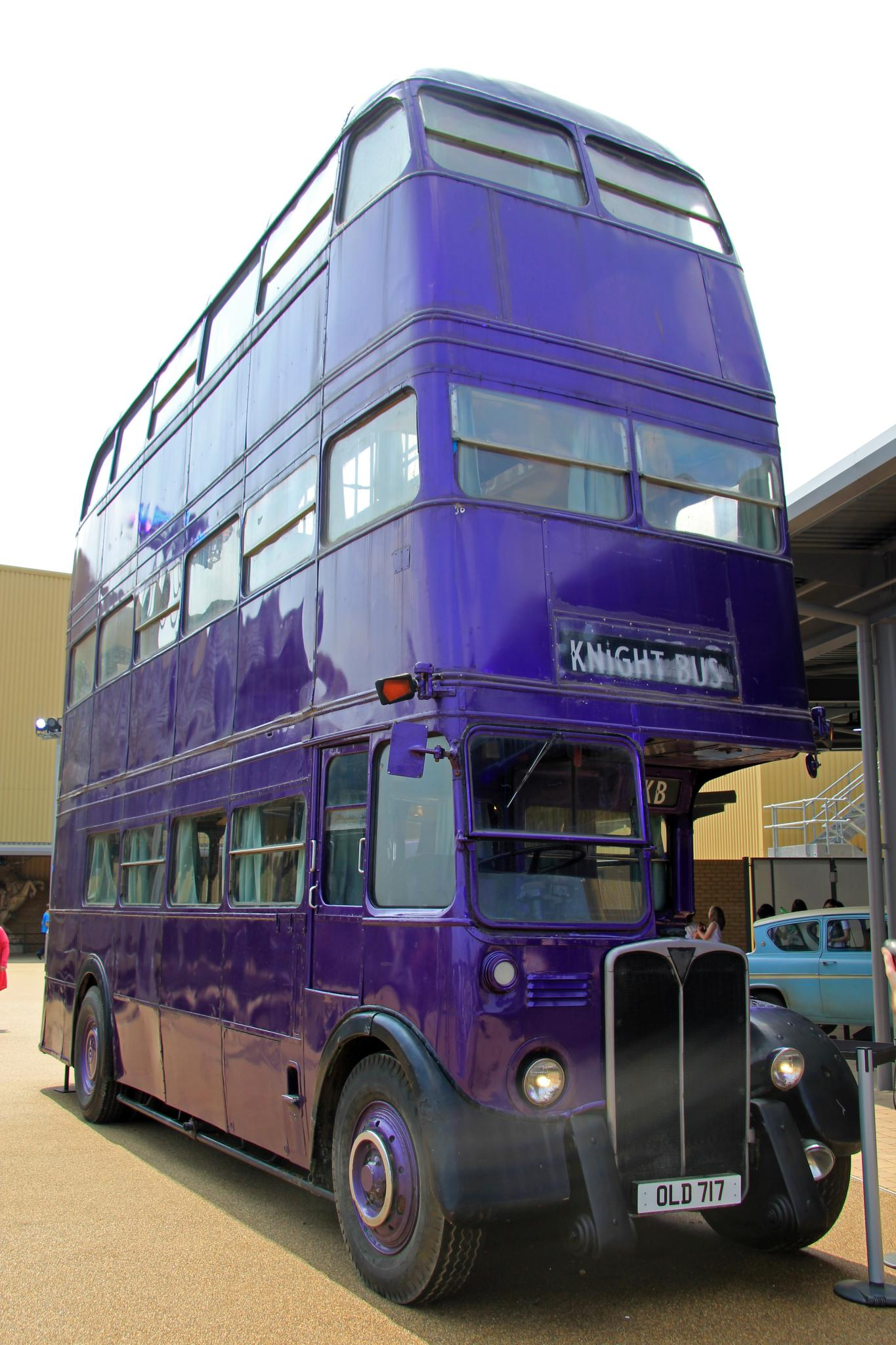
AEC Regent III RT Knight Bus à 3 étages Harry Potter

La compagnie London Transport a compté 4.674 exemplaires du type RT dans son parc matériel entre 1947 et 1954. D'après les archives, quasiment le même nombre d'autobus aurait été vendu à d'autres opérateurs hors de Londres.
Selon d'autres sources, la production d'autobus RT de Londres serait de 6.596 exemplaires dont 4.825 RT, 1.631 RTL et 500 RTW. Les derniers exemplaires étaient des versions construites sur un châssis Leyland Titan et la version RTW mesurait 2,43 m de large contre 2,31 mètres des autres versions. Aucune des 3 version n'a été en service en même temps. Le dernier modèle RT, le RT.624 est conservé par Ensignbus.

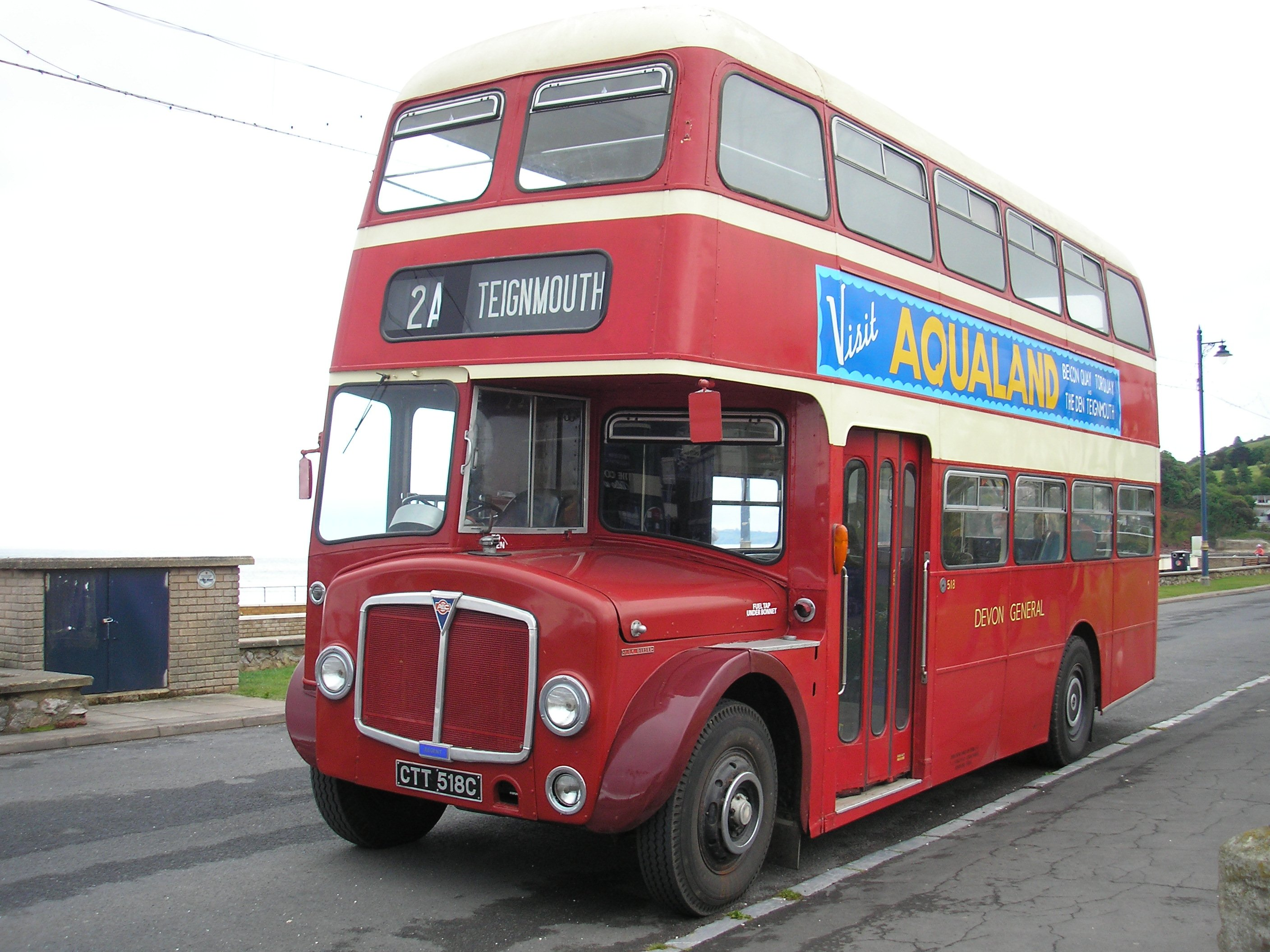
AEC Regent V avec la porte d'accès à l'avant

#### Curiosité
Trois autobus RT - les RT.2240, RT.3882 et RT.4497 - ont été restaurés et modifiés en autobus à trois étages, plus connus comme "Knight Bus" pour le film Harry Potter et le prisonnier d'Azkaban.

## L'AEC Regent V
L'AEC Regent V est le remplaçant du Regent III. Comme toute la gamme Regent, c'est un autobus à impériale équipé d'un moteur AEC placé à l'avant. Il a été produit de 1954 à 1969. C'est la dernière version de la gamme Regent. (Nota : Le Regent IV n'a jamais existé car il est resté au stade du prototype). Le Regent V a vu l'accès par une porte à l'avant du véhicule.
Le Regent V a conservé la partie avant du véhicule de base AEC avec sa traditionnelle grille de radiateur. Le client avait le choix entre le moteur AEC et le moteur Gardner 6LW. La transmission était la version traditionnelle manuelle synchronisée ou l'AEC Monocontrol semi-automatique ou entièrement automatique.
Plusieurs compagnies de transports en commun ont compté ce modèle dans leur parc en Grande-Bretagne sauf au centre de Londres puisque la compagnie "London Transport" utilisait exclusivement l'AEC Routemaster.
Le châssis a été commercialisé au Portugal, Irlande, Afrique du Sud, Iran, Iraq et Hong Kong. La compagnie "Kowloon Motor Bus", seul opérateur à avoir utilisé le Regent V à Hong Kong, disposait de 210 exemplaires dans les années 1960 avec un empattement allongé ce qui portait la longueur à 10 mètres au lieu des 9,10 m de modèles produits par "British Aluminium Company" ou "Metal Sections" au Royaume-Uni.
En 1968, le gouvernement imposa le "Bus Grant" avec le seul conducteur sans receveur ce qui entraina le retrait rapide des modèles anciens à impériale avec moteur à l'avant. Le dernier exemplaire Regent V a été mis en service en 1969. 

### Articles extérieurs
- (en) Article détaillé sur la restauration du Regent III RLH 62 de 1952
- (en) Site consacré aux autobus RLH
- (en) Stewart J. Brown - AEC Regent V - Ian Allan Publishing  (ISBN 0711035393)